# Municipio de San Agustín Yatareni
El municipio de San Agustín Yatareni (del zapoteco: gueta, reni ‘tortilla, sangre’‘Tortilla de sangre’) es uno de los 570 municipios que conforman al estado mexicano de Oaxaca. Pertenece al distrito centro, dentro de la región valles centrales. Su cabecera es la localidad de San Agustín Yatareni.

## Nomenclatura
La toponimia de Yatareni proviene del zapoteco Gueta "Tortilla" y Reni "Sangre" por lo que significaría "Tortilla de Sangre" esto probablemente por un significado mitológico y/o un ordenamiento espacial ritual. 
San Agustín en honor a San Agustín Obispo que quedó adjunto con el nombre zapoteco.

## Geografía
El municipio abarca 6.42 km² y se encuentra a una altitud promedio de 1600 m s. n. m., oscilando entre 1700 y 1500 m s. n. m.

### Clima
En San Agustín Yatareni, la temporada de lluvia es nublada, la temporada seca es parcialmente nublada y es caliente durante todo el año. Durante el transcurso del año, la temperatura generalmente varía de 8 °C a 30 °C y rara vez baja a menos de 5 °C o sube a más de 34 °C.

### Biodiversidad
En Yatareni y las áreas circunvecinas la biodiversidad principal la constituyen conejos, serpientes, zopilotes, ratas de campo, halcones y águilas.

## Demografía
De acuerdo al último censo, realizado por el INEGI en 2010, en el municipio habitan 4075 personas, repartidas entre 7 localidades.

## Historia
El pueblo de San Agustín Yatareni fue fundado como tal en las cercanías del año de 1700, antes de esa fecha solo existían pequeñas aldeas y Yatareni era una de ellas.
El 23 de junio de 1526 llegaron a la Nueva España los frailes dominicos, que se encargaron de la evangelización, fundación y construcción de la iglesia del pueblo. 
En la época colonial una hacienda de labor se encontraba en este lugar, en ella se cultivaban mangos y duraznos que eran regados por un sistema hidráulico que provenía del río. 
La división de Sierra de Juárez, Oaxaca se unió a los rebeldes con la firma de un documento a los representantes de Obregón el 3 de mayo de 1920 en Yatareni
En 1920 hubo un problema entre pueblos, el señor Manuel Santiago que en ese tiempo fue presidente municipal tuvo que entrar en conflicto porque se querían adueñar, mucha gente murió por este pleito, tuvo 2 hijos de nombres Genaro santiago santos y jacinto santiago santos Genaro Santiago de 90 años es reconocido por ser un gran músico y además una persona que sabe algunas anécdotas sobre San Agustín Yatareni.Algunos de sus descendientes aun siguen su legado . 
El terremoto del 7 de septiembre de 2017 (M 8.2) dejó daños considerables en la iglesia local y provocó el colapso de uno de los campanarios.

## Cultura

### Festividades
La feria anual del municipio comienza el 26 de agosto, con una calenda o desfile de chinas oaxaqueñas, banda de viento, chirimía y monos de calenda, recorriendo las calles principales. 
Aunque como tal se celebra el 28 de agosto en honor al santo patrono San Agustín.
En la noche del 26 de agosto se organiza otra calenda, visitando algunos lugares del pueblo.
El 27 de agosto por la noche, se lleva a cabo la quema tradicional de juegos pirotécnicos, en el palacio municipal de la localidad. 
Los siguientes días se realizan diferentes actividades, entre ellas carreras de ciclismo, bailes populares, guelaguetza, jaripeos rancheros, etc. 

### Gastronomía
Tradicionalmente las mujeres de la población de han dedicado a la elaboración de tortillas hechas a mano y cocidas en comales de barro.
También se elabora un postre tradicional, llamado "Nicuatole", hecho a base de maíz, canela, azúcar, agua o leche y que se le añaden sabores naturales como: piña, coco y mango.
Los tamales y el mole son algunos de los platillos típicos de la población.